# Elektronmikroszkópos mikroanalízis
Az elektronmikroszkópokban az elektronsugár és az anyag között létrejövő kölcsönhatások olyan jelek kibocsátását is eredményezik, amelyek nem csupán a képalkotást teszik lehetővé, de a minta kémiai jellemzőiről is fontos információkat hordoznak. A legkiterjedtebben és a leghasznosabban a karakterisztikus röntgensugárzás (X-ray) használható analítikai célokra, nevezetesen az anyag elemi összetételének vizsgálatára. Ezt hasznosítja az elektronmikroszkópos mikroanalízis.

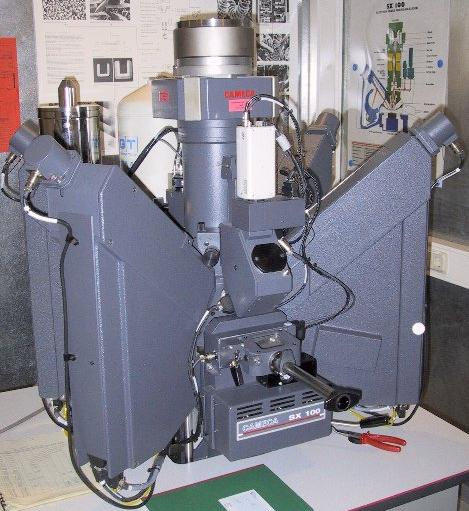
Castaing Microszonda készülék (SX100 CAMECA típus) hullámhossz-diszperziós spektrométerrellel (WDS) felszerelve

## A mikroanalízishez felhasználható másodlagos jelek
Mind a transzmissziós (átvilágításos) (TEM), mind a pásztázó elektronmikroszkópokban az elektronsugár és az anyag között létrejövő kölcsönhatások olyan másodlagos jelek kibocsátását is eredményezik, amelyek nem csupán az anyag belső és felszíni szerkezetéről történő képalkotást, de annak kémiai jellemzőiről is fontos információkat hordoznak. A legkiterjedtebben és a leghasznosabban a karakterisztikus röntgensugárzás (X-ray) használható analitikai célokra, nevezetesen az anyag elemi összetételének vizsgálatára. Ezen túlmenően a visszaszórt elektronok, a fénysugárzás (katódlumineszcencia), az Auger-elektronok detektálása, valamint az anyagon áthatolt és rugalmatlanul ütközött elektronok spektroszkópiája is használható bizonyos anyagvizsgálatokhoz.

## A pásztázó transzmissziós elektronmikroszkóp
Lényeges, hogy a transzmissziós elektronmikroszkópok (megfelelő kiegészítőkkel ellátva) szintén használhatók pásztázó üzemmódban. Ilyenkor az elsődleges pásztázó sugárból a tárgyon áthatolt elektronokat észlelő detektort a tárgyon áthatoló elektronok útjába (azaz a felhajtott képernyő alatt) helyezik el: pásztázó transzmissziós elektronmikroszkóp. Ebből nyerhető a tájékozódási kép. Ugyanakkor röntgensugarakat vagy más másodlagos jeleket felfogó detektorok elhelyezhetők a tárgy közelében, így a készülék mikroanalízisre alkalmassá válik. Ami elektronmikroszkópos mikroanalízis szempontból a legfontosabb, hogy megfelelően hűthető tárgyasztalon fagyasztott (vagy fagyasztva szárított) metszetek, (tehát majdnem natúr állapotú anyagok) is vizsgálhatók. Sőt újabban már megoldották az elkülönített vákuumrendszerrel ellátott, az anyagnak vizes környezetet biztosító, speciális cellák használatát is. A fentiekből kitűnik, hogy ezek a vizsgálatok messze bonyolultabbak a ma legáltalánosabban használt, és alapjában jól kidolgozott technológiájú transzmissziós és pásztázó elektronmikroszkópos vizsgálatoknál, és olyan beruházásokat, munkaráfordítást igényelnek, amelyeket csak kivételes szintű és szubvencionálású laboratóriumok engedhetnek meg maguknak. Ennek az elrendezésnek vannak más alkalmazási lehetőségei is, így például képalkotás vastag metszetekről (relatíve kis területet átmenetileg átvilágító sugárnyaláb mérsékeltebben károsítja az anyagot), a kép kontrasztja elektronikusan befolyásolható, így nincs szükség nehézfém sókkal való kezelésre.

## A karakterisztikus röntgensugárzáson alapuló (X-ray) mikroanalízis
A karakterisztikus röntgensugárzás az elektronhéjak közötti elektronátmenetet követő energiakibocsátás egyik formája. Spektruma a kibocsátó elemre jellemző. A gyorsítófeszültségtől és a vizsgált minta anyagától függően néhány µm anyagmélységből, és ennek megfelelően néhányszor 10 kiloelektronvolt energiájú elektromágneses sugárzással. A tárgy elektronsugaras besugárzási helyének ellenőrzésére alapvetően a következő három műszerösszeállítást alkalmazzák:
- Fénymikroszkópos ellenőrzés. – A legrégibb elektronsugaras mikroszondák viszonylag nagy átmérőjű elektronsugarat használtak a tárgy besugarazására, és ehhez a tárgy kívánt részének kiválasztásához és sugárba helyezéséhez fénymikroszkópot alkalmaztak. Ennek megfelelően az elérhető felbontás elég szerény lehetett.

- Transzmissziós elektronmikroszkópos ellenőrzés. – A megfelelő jelfogók (detektorok) beépíthetők a transzmissziós elektronmikroszkópokba is. Az ilyen kombinált készülékeket nevezték elektronmikroszkópos mikroanalizátornak. Az ilyen készülékekkel jó felbontás érhető el, mind a kiválasztott anyagrészek morfológiai azonosítását, mind az analizált anyag térfogatát tekintve. Ennek alapvető hátránya, hogy a rutinszerű elektronmikroszkópos előkészítési eljárások a mikroanalízis szempontjaival nehezen egyeztethetők össze. Ennek bizonyos nehézfémmérgezések, vagy aranykezelés során felhalmozódott anyagok azonosításában van szerepe.

- Pásztázó elektronmikroszkópos ellenőrzés. – A legelőnyösebben a pásztázó elektronmikroszkópok („elektron-szonda készülékek”) kombinálhatók a mikroanalízissel, mivel itt az igen vékony szondasugár alkalmazásának lehetősége a pontos morfológiai beazanosításáéval együtt adott, valamint az analízis szempontjából megfelelőbb módon előkészített mintákon is lehetőséget ad a jobb tájékozódásra.

Talán meg lehet említeni, hogy ezek a módszerek nem igazán a biológiai minták vizsgálatára fejlesztődtek ki. Nagyon alkalmasak a legkülönbözőbb – eleve vízmentes és jól vezető, elektronsugárzást jól bíró – fémminták finomabb szerkezetének és összetételének tanulmányozására. Ugyanakkor meglehetősen költséges, nem könnyen kezelhető, és nem olcsón üzemeltethető járulékos elemekkel kell a rendszert ellátni ahhoz, hogy biológiai minták vizsgálatára is elfogadható legyen. (Hűthető tárgyasztallal, a vizsgálatra váró minták folyamatos és gondos tárolása cseppfolyós nitrogénben stb.) Emellett nem is tudja a biológiai lágy szövetekben leggyakrabban előforduló alacsony tömegszámú elemeket megfelelően mérni (a kálium még viszonylag jól méhető, de az alatt már nem sokat tud a rendszer). Mindezek ellenére, nem kis munkabefektetéssel emberből származó lágy szöveteken (daganatok stb.) is sikerült figyelemre méltó és gyakorlatilag is hasznos eredményeket elérni. (Ez egyébként általánosnak mondható, hogy az anyagtudományokban kifejlesztett, és ott viszonylag könnyen hasznosítható vizsgálati eljárások meglehetősen nehezen adaptálhatók a biológiai eredetű lágy szövetekre. Ez alapjában a fény- és transzmissziós elektronmikroszkópos vizsgálatokra is igaz. Persze más a helyzet a biológiai tudományok más ágazataiban, pl. növények, rovarok stb. tanulmányozásában.)

## A karakterisztikus röntgensugárzás analízéséhez használt készülékek két alaptípusa

### Energiadiszperziós spektrométer (EDS)
Az energiadiszperziós spektrométerben (EDS) a detektor egy félvezető kristály (lítiummal módosított szilícium), amelyben a sugárenergia kvantumok elnyelődve elektron-lyuk párokat hoznak létre. A töltéshordozókat elektromos térrel összegyűjtik és mennyiségükkel arányos elektromos jellé alakítják. Így a beeső kvantum energiájával arányos elektromos jel jön létre. A beérkező jeleket nagyság és gyakoriság szerint egy sokcsatornás analizátor osztályozza. A spektrum felvételéhez egy bizonyos időtartamra van szükség, amely vizsgálati anyagtól és a primer sugár intenzitásától is függ. A rendszer felbontóképessége nem túl jó, egymásra vetülhetnek a közeli színképvonalak. Szükség van az adatok számítógépes elemzésére, az adatok tisztítására. Így a készüléknek szerves része egy megfelelő fix programozású számítógép.

### Hullámhossz-diszperziós spektrométer (WDS)
Az ilyen típusú készülékekben egy alkalmas rácsállandójú kristály – amely monokromátorként szerepel – helyzetének beállításával választható ki és vetíthető a detektor ablakába a keresett hullámhosszú sugárzás. (A Bragg-féle diffrakciós törvény alapján.) A beérkező röntgen fotonok energiája és hullámhossza között a ʎ = hc/E képlet alapján egyértelmű az összefüggés. A detektor egy proporcionális számláló. Ez a Geiger–Müller-csőhöz hasonló ionizációs kamra, amelynek feszültségét úgy állítják be, hogy a kisülési áramerősség arányos a kisülést okozó ionizált sugárzás energiájával. (A GM cső nem az energiaarányos tartományban működik). A detektorból érkező jeleket egycsatornás analizátor dolgozza fel a zavaró jelek kiszűrése után. A biológiai anyagok vizsgálatában főleg az EDS rendszerek használatosak, mivel több elem egyidejű analízisére képesek, és viszonylag jól alkalmazhatók a biológiai anyagoknál alkalmazott kisebb intenzitású szondasugaraknál is. A WDS rendszerek viszont elsősorban a könnyebb elemeknél sokkal jobb felbontásúak, ami a biológiai minták esetében nagyon előnyös tulajdonság. A két rendszer együttes használatát viszont költségességük miatt kevés kutatóhely engedheti meg magának.
Az általában használatos készülékekkel a következő elemzési alapmódokra van lehetőség:
- Egy bizonyos elemre jellemző spektrumú sugárzás szelektív felfogásával képszerűen megjeleníthető az illető elem eloszlása (distribution map);
- Az elemre jellemző sugárzás intenzitásával modulálva a katódsugárcső függőleges eltérítését, miközben a primer sugár egyetlen sávot fut végig, a képernyőn az elem eloszlásának mennyiségi viszonyait, a vonal mentén szemikvantitatíve, grafikonszerűen kapjuk meg (line profil);
- A tárgy kiválasztott pontjainak spektrumát elemezve a kiválasztott rész elemi összetétele minőségileg és mennyiségileg meghatározható.

## Visszavert elektronok felhasználása analitikai célokra
A tárgyak elektronvisszaverő-képessége alkotó elemeik rendszámától függ, azzal bizonyos arányosságot mutat. Nem teljesen független ettől a szekunder elektron emittáló képessége sem. Ezért került kihangsúlyozásra, hogy a felszíni topográfiát jól tükröző képek csak anyagukban homogén és jó elektromos vezetőképességű felszínekről nyerhetők. A szekunder elektronok kibocsátása szempontjából – mivel ezeknek az elektronoknak az áthatolóképessége kicsi – ez az anyagi homogenitás pl. biológiai mintákon egy vékony, egyenletes vastagságú vezetőréteg felvitelével már jól biztosítható. Az elemi összetétel analízise a visszavert elektronok detektálásán alapul. A felszín kisebb egyenetlenségeit két, szimmetrikusan elhelyezett detektor megfelelő kapcsolásával ki lehet iktatni. A sima felszínű mintáknál a visszaverődés mértéke a nagyobb atomtömegű elemek relatív megoszlásáról nyújthat információt. Az eljárás biológiai alkalmazásának lehetőségei elég korlátozottak: hisztokémiai vagy impregnálási eljárásokkal az anyaghoz kötött nehézfémeknek a pásztázó elektronmikroszkópos topográfiai képpel kompatibilis lokalizációjára jöhet szóba.

## Katódlumineszcencia
A gerjesztett állapot megszűnését kísérő energiakibocsátás egyik formája, amikor a kibocsátott sugárzás a látható, az ultraibolya vagy az infravörös fény hullámhossztartományába esik. Félvezető és nem vezető kristályokra és bizonyos vegyületekre (fluorokromok) jellemző. A minta által kibocsátott fény a legegyszerűbben már úgy is detektálható, ha a szekunder elektron detektorról a szintillátort leveszik. A detektor érzékenysége így azonban még rendkívül kicsi és nem tudja észlelni a kis intenzitású fénykvantumokat. A jelek felfogásának hatásfoka azonban jelentős mértékben javítható volt megfelelő optikai gyűjtőrendszerek megalkotásával. Ilyen a tárgyat borító szemielliptikus homorú tükör, amelyik egyik fókuszpontjában a tárgyat helyezik el, felette az elektronsugarat bebocsátó nyílással, a másik fókuszpontból egy fényvezető kábel indul ki (aminek végződéséhez a hatékonyság növelésére szolgáló optikai lencsét is elhelyeznek). Az összegyűjtött fényt az optikai kábel egy fotoelektron-sokszorozóhoz vezeti, amely a fényjeleket felerősíti, és megfelelő elektronikával feldolgozhatóvá teszi. A katódlumineszcencia a biológiai minták vizsgálatában nemigen terjedt el. Alkalmazási területe nagyjából a fluoreszcens mikroszkópénak felelne meg. Előnyösebb lehet ugyan a nagyobb érzékenysége és felbontóképessége, másrészt viszont nehézséget jelent az elektronsugaras vizsgálatot is elviselő minták megfelelő előkészítése.

## Auger-elektronok detektálása
Ez a másodlagos sugárzásforma szintén a gerjesztett állapotú atomok stabil állapotba jutásakor keletkezik és jellemző a kibocsátó elemre. Igen vékony néhány atomsornyi – felszíni rétegek könnyű atomtömegű elem tartalmának meghatározására érzékeny módszer. Mivel az általánosan használatban lévő elektronmikroszkópokban keletkező tárgyfelszíni szennyeződés (kontamináció) is erősen zavarja, használhatósága kérdéses. Intenzív fejlesztő munka folyik az elektronmikroszkópok tökéletesebb vákuumrendszerének kifejlesztésére, mivel ezt más fejlesztési irányzatok, például a téremissziós elektronágyú megalkotása is megköveteli. A tökéletesebb vákuumrendszerek a kontamináció további csökkentésével elősegíthetik az Auger-elektronspektroszkópia alkalmazásának lehetőségeit is.

## Az áthatolt elektronok specifikus energiaveszteségén alapuló elektronspektroszkópia
Az anyagon áthatolt és rugalmatlanul ütközött elektronok energiavesztesége jellemző azokra a nagyobb tömegű atomokra, amelyekkel az objektumban kölcsönhatásba léptek. Az energiaveszteség az atomtömeggel bizonyos arányosságot mutat. A különböző energiájú elektronok pályája elektrosztatikus térrel finoman szétválasztható, illetve rekesszel a megfelelő energiatartomány kiszűrhető. Így a kiválasztott elem eloszlása pásztázó transzmissziós rendszerben képszerűen is megjeleníthető. A módszer alkalmas pl. makromolekulák (dezoxiribonukleinsav) bizonyos helyeihez kötődő atomok detektálására.